# Cybocephalus aciculatus
Cybocephalus aciculatus là một loài bọ cánh cứng trong họ Cybocephalidae. Loài này được Champion mô tả khoa học năm 1913.